# Hexatoma aitkeni
Hexatoma aitkeni är en tvåvingeart som beskrevs av Alexander 1966. Hexatoma aitkeni ingår i släktet Hexatoma och familjen småharkrankar. Inga underarter finns listade i Catalogue of Life.